# Komm, süßer Tod

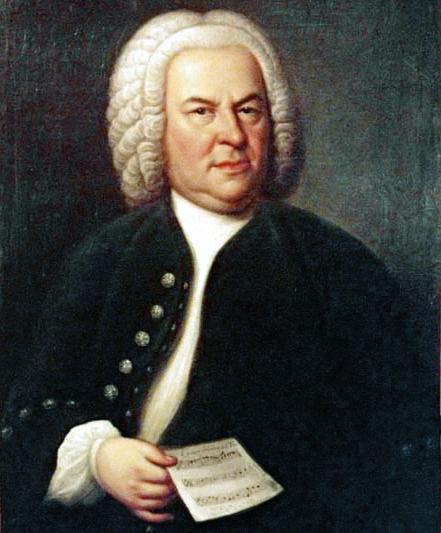
Johann Sebastian Bach

Komm, süßer Tod (BWV 478) is een geestelijk lied van de Duitse componist Johann Sebastian Bach. Het lied is geschreven voor solozang en basso continuo. Onbekend is wie de dichter is van het lied dat vijf strofen kent. De tekst wordt rond 1724 gedateerd, maar de compositie maakte Bach vermoedelijk in 1736. Het werd in elk geval in dat jaar opgenomen in het Gesang-Buch van Georg Christian Schemellis. 
De tekst bezingt het verlangen naar de dood en naar de hereniging met Jezus. Het lied gold lange tijd als een van de populairste Bachliederen dat ook vaak werd gebruikt bij audities voor conservatoria. Het lied inspireerde ook andere componisten. Zo bewerkte Max Reger het tot een koraalvoorspel voor orgel. Er zijn ook arrangementen voor koor gemaakt

## Tekst
Komm, süßer Tod, komm, selge Ruh!
Komm, führe mich in Friede,
weil ich der Welt bin müde,
ach komm, ich wart auf dich,
komm bald und führe mich,
drück mir die Augen zu.
Komm, selge Ruh!
Komm, süßer Tod, komm, selge Ruh!
Im Himmel ist es besser,
da alle Lust viel größer,
drum bin ich jederzeit
schon zum Valet bereit,
ich schließ die Augen zu.
Komm, selge Ruh!
Komm, süßer Tod, komm, selge Ruh!
O Welt, du Marterkammer,
ach! bleib mit deinem Jammer
auf dieser Trauerwelt,
der Himmel mir gefällt,
der Tod bringt mich darzu.
Komm, selge Ruh!
Komm, süßer Tod, komm, selge Ruh!
O, dass ich doch schon wäre
dort bei der Engel Heere,
aus dieser schwarzen Welt
ins blaue Sternenzelt,
hin nach dem Himmel zu.
O selge Ruh!
Komm, süßer Tod, komm, selge Ruh!
Ich will nun Jesum sehen
und bei den Engeln stehen.
Es ist nunmehr vollbracht,
drum, Welt, zu guter Nacht,
mein Augen sind schon zu.
Komm, selge Ruh!